# گوردخمه صخره‌ای چیر
گوردخمه صخره‌ای چیر مربوط به هزاره اول قبل از میلاد است و در آذربایجان غربی، شهرستان خوی، بخش قره ضیاءالدین، روستای چیر واقع شده و این اثر در تاریخ ۱۹ آبان ۱۳۶۴ با شمارهٔ ثبت ۱۶۸۷ به‌عنوان یکی از آثار ملی ایران به ثبت رسیده است.